# Motor Music
Motor Music is een Duitse platenlabel opgericht door Tim Renner in 1994 en in die tijd onderdeel van PolyGram, wat later zou opgaan in Universal Music Group.
In 2004 werden alle artiesten die in die tijd een contract hadden bij Motor Music, overgezet naar Universal. Een jaar later werd het label opnieuw opgericht, als een onafhankelijk platenlabel voor nieuwe talenten.

## Artiesten
Artiesten die muziek hebben uitgegeven onder Motor Music waren onder andere:
- Amy Winehouse
- Die Ärzte
- Dune
- Editors
- Emigrate
- Muse
- Polarkreis 18
- Rammstein
- Sum 41
- Yeah Yeah Yeahs